# 90 f.Kr.

## Händelser

### Efter plats

#### Rom
- Lucius Julius Caesar och Publius Rutilius Lupus blir konsuler i Rom.
- Pompeius Strabo och Gaius Marius utmärker sig under bundsförvantskriget.
- Etruskerna får romerskt medborgarskap.
- Pelignernas stad Corfinium i södra Mellanitalien blir ett centrum för upproret mot Rom.
- Lagen Lex Iulia ger medborgarskap åt alla italienare, som inte har gått emot Rom under bundsförvantskriget.

#### Mindre Asien
- Nikomedes IV besegras av en koalition bestående av hans bror bror Sokrates och Mithridates VI. Nikomedes flyr till Rom.

## Födda
- Aulus Hirtius, romersk politiker och historiker
- Diodoros Sikulos, grekisk historiker (troligen född detta år)

## Avlidna
- Lucius Accius, romersk tragediförfattare
- Dionysios Thrax, grekisk språkforskare och lingvist
- Antiochos X, kung över seleukiderna (död omkring detta år)
- Sima Qian, kinesisk historiker